# Khatauli Rural
Khatauli Rural è una suddivisione dell'India, classificata come census town, di 10.737 abitanti, situata nel distretto di Muzaffarnagar, nello stato federato dell'Uttar Pradesh. 